# 前登志夫
前 登志夫（まえ としお、1926年（大正15年）1月1日 - 2008年（平成20年）4月5日）は、日本の歌人。本名、前 登志晃（まえ としあき）。日本芸術院会員。短歌結社「山繭の会」主宰。

## 経歴
奈良県吉野郡下市町広橋で、父理策、母可志の二男として誕生。旧制奈良中学（現・奈良県立奈良高等学校）を経て、同志社大学経済学部に入学するが、1945年（昭和20年）に応召されて中退。戦後まもなく詩作を始め、フランスやドイツの詩を学ぶ一方、柳田國男や折口信夫の民俗学にも傾倒した。1951年（昭和26年）に吉野に戻り、前川佐美雄を訪問。1956年（昭和31年）、詩集『宇宙駅』を刊行した。
その後、短歌に転じ、前川に師事する。1955年（昭和30年）、『樹』50首で第1回角川短歌賞最終候補（安騎野志郎名義）。1958年（昭和33年）に、角川書店『短歌』四月号にて、塚本邦雄・上田三四二らと座談会「詩と批評をめぐって」に参加。1964年（昭和39年）第一歌集『子午線の繭』出版。この頃より、テレビ・新聞・雑誌等で吉野を語ることが多くなる。1967年、短歌結社「山繭（やままゆ）の会」を結成。1974年（昭和49年）金蘭短期大学助教授に就任。1980年（昭和55年）に歌誌『ヤママユ』創刊。1983年（昭和58年）以降、吉野に住み家業の林業に従事しながら、同地を中心に活動を展開。アニミズム的な宇宙観・生命観を表現した短歌を詠み続けた。歌集のほかに、吉野をテーマとしたエッセイ集も多数執筆した。2005年（平成17年）、日本芸術院会員となる。
門下に、櫟原聰・萩岡良博・小林幸子・喜多弘樹・小谷陽子・福井和子などがいる。

## 受賞・候補歴
- 1965年 - 『子午線の繭』で第9回現代歌人協会賞候補[1]
- 1978年 - 『縄文記』で第12回迢空賞[1]
- 1988年 - 『樹下集』で第3回詩歌文学館賞[1]
- 1992年 - 『鳥獣蟲魚』で第4回斎藤茂吉短歌文学賞[1]
- 1998年 - 『青童子』で第49回読売文学賞[1]
- 2003年 - 『流轉』で第26回現代短歌大賞[1]
- 2004年 - 『鳥總立』で第46回毎日芸術賞[1]
- 2005年 - 全業績により、第61回日本芸術院賞文芸部門、併せて恩賜賞[1]

## 作品
- 『宇宙駅』昭森社、1956年
- 『吉野紀行』角川書店（角川文庫）、1967年
- 『山河慟哭』朝日新聞社、1976年
- 『存在の秋』小沢書店、1977年、のち講談社文芸文庫
- 『吉野日記』角川書店、1983年
- 『樹下三界』角川書店、1986年
- 『万葉びとの歌ごころ』日本放送出版協会、1986年（NHK市民大学）
- 『吉野遊行抄』角川書店、1987年
- 『吉野鳥雲抄』角川書店、1989年
- 『吉野風日抄』角川書店、1991年
- 『森の時間』新潮社、1991年、のち冨山房インターナショナル（2014年）
- 『吉野山河抄』角川書店、1993年
- 『木々の声』角川書店、1996年
- 『明るき寂寥』岩波書店、2000年
- 『病猪の散歩』日本放送出版協会、2004年
- 『歌のコスモロジー 数奇と伝統』本阿弥書店、2004年
- 前川佐美雄、塚本邦雄、山中智惠子、前登志夫、佐佐木幸綱、吉岡治、前川佐重郎監修『前川佐美雄全集』第3巻（散文）砂子屋書房、2008年3月
- 『羽化堂から』日本放送出版協会、2009年
- 『林中鳥語』ながらみ書房、2009年1月
- 『魂の居場所を求めて』河出書房新社、2014年

### 歌集
- 『子午線の繭』、白玉書房、1964年
- 『霊異記 前登志夫歌集』白玉書房、1972年
- 『非在 自選歌集』短歌新聞社、1976年
- 『繩文紀 歌集』白玉書房、1977年
- 『前登志夫歌集』国文社、1978年
- 『前登志夫歌集』小沢書店、1981年
- 『樹下集』小沢書店、1987年
- 『鳥獣虫魚』小沢書店、1992年
- 『青童子』短歌研究社、1997年
- 『流轉』砂子屋書房、2002年
- 『鳥總立』砂子屋書房、2003年
- 『前登志夫歌集』短歌研究社、2005年
- 『落人の家 : 前登志夫歌集』ヤママユ叢書 第77篇、雁書館、2007年
- 『大空の干瀬 : 前登志夫歌集』ヤママユ叢書 第85篇、角川書店、2009年4月
- 『野生の聲』本阿弥書店、2009年11月
- 『前登志夫全歌集』短歌研究社、2013年